# Szabika
Szabika (arab. الشبيكة, fr. Chebika) – miejscowość i oaza z gajem palmowym w Górach Atlas, w środkowo-zachodniej Tunezji, w gubernatorstwie Tauzar przy przejściu granicznym z Algierią, ok. 16 km na północ od szottu Szatt al-Gharsa. Miejscowość znana jest również jako Qasr el-Szams (Forteca Słońca) ze względu na swoje położenie na górskiej pustyni. W 2014 roku zamieszkiwało ją 2921 osób.
W starożytności mieściła się tu osada rzymska Ad Speculum, później służyła jako górskie schronienie dla Berberów.
Ta stara osada została znacznie zniszczona przez powódź z 1969 roku. Obecnie miejscowa ludność mieszka w komfortowej Nowej Szabice położonej w pobliżu na górskiej równinie.
Niektóre sceny z filmów Gwiezdne wojny: część IV – Nowa nadzieja oraz Angielski pacjent były kręcone w tej oazie.
W okolicy oazy znajduje się wąski wąwóz z wodospadem. Oaza jest otoczona gajem palmowym.

## Galeria

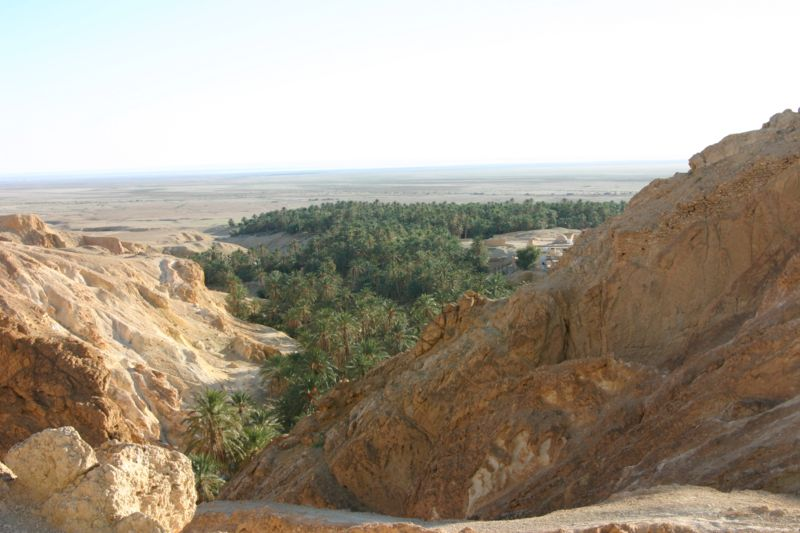
Oaza Szabika
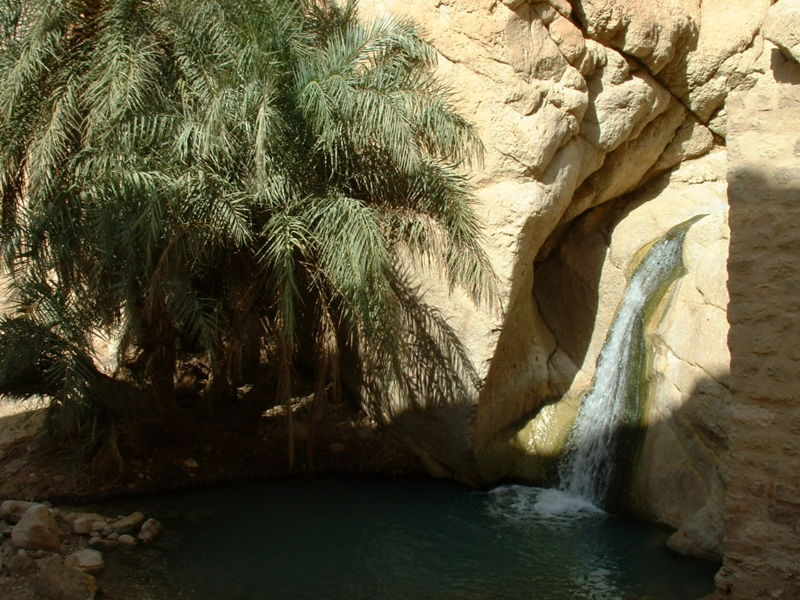
Wodospad w oazie
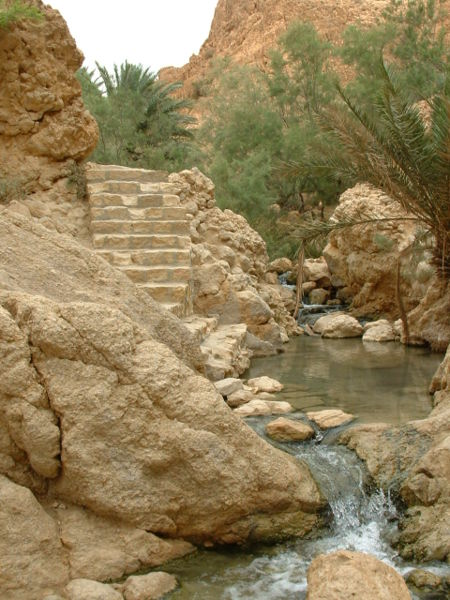
Strumienie w oazie
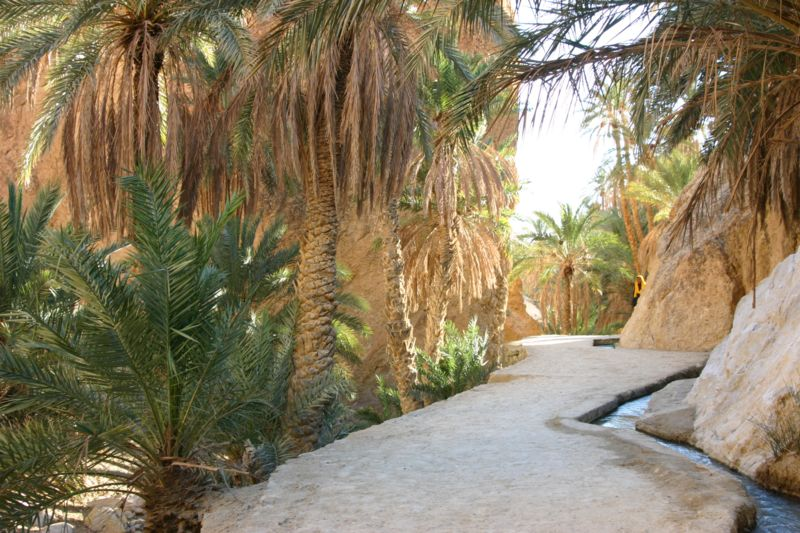
Wodne kanały w miejscowości